# フロンティア (不動産会社)
フロンティア株式会社（英: FRONTIER, Inc. ）は、東京都調布市に本社を置く、住宅選び、リフォームの総合住宅コンサルティング企業。また、日本国内でジェー・ウォッシュチェーンのフランチャイズをフランチャイザー(本部)として展開している。

## 事業内容
- リフォーム＆メンテナンス事業
- 全国フランチャイズ展開事業
- 不動産売買・仲介・管理事業
- 賃貸物件解約事業

## 沿革
- 1986年7月 - 杉並区上高井戸にハウスクリーニング業、本田商会を創業。
- 1986年8月 - 組織を法人化、資本金500万円で株式会社ジェー・ウォッシュを設立。
- 1987年3月 - リフォーム事業開始。
- 1989年8月 - 塗装工事・防水工事事業開始。
- 1989年9月 - 外壁クリーニング＆コーティング事業開始。
- 1992年5月 - 資本金 1,000万円に増資する。
- 1992年6月 - 天然石・人造石のコーティング事業開始。
- 1994年2月 - クロスコート開発。
- 1994年10月 - 外壁クリーニング・クロスコート・ハウスクリーニングの全国FC事業開始。
- 1995年3月 - 新宿区西新宿5丁目に本社移転。
- 1998年4月 - 賃貸物件専門リニューアルFC事業開始。
- 2000年7月 - 資本金3,000万円に増資する。
- 2001年9月 - ISO14001 認証取得。
- 2002年8月 - シック・ガード開発。
- 2004年3月 - 新宿住友ビル38階に本社移転。
- 2006年8月 - フロンティア株式会社に社名を変更。
- 2006年11月 - 不動産事業部開設。
- 2009年2月 - 現住所に本社移転。
- 2013年7月 - 日本橋営業所開設。
- 2015年7月 - 神奈川営業所開設。

## 店舗

### 全店舗数
（2017年8月現在）
- 計61店舗